# Ed Souza
Pour les articles homonymes, voir Souza.
Edward Souza-Neto (né le 22 septembre 1921 à Fall River dans le Massachusetts et mort le 19 mai 1979 à Warren à Rhode Island) fut un footballeur américain, qui jouait au poste d'attaquant.

## Biographie

### International
Il est joueur titulaire de l'équipe des USA, lors de la victoire historique obtenue contre l'équipe d'Angleterre (1-0), lors de la Coupe du Monde 1950 jouée au Brésil. 

### Hommage
Il a été intronisé, en 1976, aux États-Unis au National Soccer Hall of Fame, avec les autres membres de l'équipe de la Coupe du Monde de 1950.
En 2005 un film réalisé par David Anspaugh, Le Match de leur vie (The Game of Their Lives) retrace l'aventure de ce match historique.